# Jutaka Akita
Jutaka Akita (japonsko 秋田 豊), japonski nogometaš in trener, * 6. avgust 1970.
Za japonsko reprezentanco je odigral 44 uradnih tekem.